# 1971年の映画
1971年の映画（1971ねんのえいが）では、1971年（昭和46年）の映画分野の動向についてまとめる。
1970年の映画 - 1971年の映画 - 1972年の映画

## できごと

### 世界
- 6月3日 - ワーナー・ブラザースとコロンビア ピクチャーズがスタジオを合併[1]。
- 7月19日 - 新藤兼人監督『裸の十九才』が第7回モスクワ国際映画祭で金賞受賞[2][注 1]。
- 10月1日 - 米国フロリダにディズニー・ワールドオープン[4]。
- 10月7日 - 米国、ウィリアム・フリードキン監督『フレンチ・コネクション』公開[5][6]。
- 12月19日 - 米国、スタンリー・キューブリック監督『時計じかけのオレンジ」公開[5][7]。
- 月日不詳
  - 米国、ダリル・F・ザナック、277億ドルの赤字の責任を取り、20世紀フォックス退社[5]。

### 日本
- 1月
  - UA日本支社希望退職者募集、のちに指名解雇に発展[8]。
  - 昭和45年度全国映画館数3246館（前年比356館減）、入場者数2億5479万人（前年比89.7%）、興行収入824億8800万円（前年比98.4%）[8][9]。
  - 1月1日 - 71年振りに全面改正された、新著作権法（著作者人格権を定め、著作権の支分権、保護期間、著作隣接権の規定ほか）施行[8]。
  - 1月15日 - 東宝撮影所改革発表、スタジオは東宝作品専用からフリー化[8]。社員、専属者に配置転換、契約の終了が発生[8]。
  - 1月23日 - 日経新聞、「松竹、映画製作から全面撤退」と報道[10]。同日、松竹は緊急記者会見を開き、事実無根と否定[10]。
- 2月
  - 日本映画輸出振興協会が「日本映画産業振興協会」と改称[8]。
  - 2月1日 - 東宝、みゆき座に日本で最初にノンリワインド装置設置[1][注 2]。
- 3月
  - 大映が東京、京都両撮影所の機構改革と従業員のリストラ案発表[8]。
  - 日活、東京・上野日活劇場売却[11]。
  - 3月12日 - 東映、創立20周年記念パーティーを東京・ホテルオークラで開催[12]。
  - 3月31日 - 東宝芸能アカデミー閉鎖[8]。
- 4月
  - 4月1日
    - 改正入場税法施行、税率は据え置かれるも、免税点は一般料金が30円から100円に引上げ、教員引率（学校団体）が非課税となる[13]。
    - 東宝撮影所映像事業部を廃止[8]。
    - 東宝映像設立[1]。

  - 4月2日 - フジテレビ系列『ゴールデン洋画劇場』放映開始[4]。
  - 4月3日 - 公式記録映画『日本万国博』が松竹・ダイニチ映配の両系映画館で封切られる[4][1]。
  - 4月17日 - 東映、本社労働組合に対し、ロックアウト（25日まで）[12]。
- 6月
  - 日活、企業存続のため、希望退職者360名募集[3]。
  - 6月1日 - 日活、堀久作社長辞任、後任は堀雅彦[3][1]。
  - 6月1日 - 東京・上野宝塚劇場、東映映画封切館に変更[1]。
- 7月
  - 7月18日 - 劇場用アニメ映画『アリババと40匹の盗賊』をメインとする夏休み東映まんがまつり、好調な成績[14]。
- 8月
  - 日活、映画製作中止[3]。ダイニチ映配から離脱[3]。
  - 8月1日 - 徳川夢声（弁士、漫談家、作家、俳優）死去[4]。
  - 8月13日 - 『新網走番外地 嵐呼ぶ知床岬』（降旗康男監督）[15] / 『やくざ刑事 俺たちに墓はない』（鷹森立一監督）封切、ヒット[14]。
  - 8月17日 - 東映、大川博社長（74歳）死去[3][16][2]。8月25日、新社長に岡田茂[3][16][2]。
- 10月
  - 日活、東京・浅草日活劇場売却[11]。
  - NHK総合テレビ、全番組のカラー化を実施する[17]。
  - ソニー、Uマチック方式ビデオカセットプレーヤー発売〔VP-1100〕[4][18]。
  - 10月1日 - ダイニチ映配が幕引き[2][注 3]。「大映配給」と改称し、再発足[4]。
  - 10月9日 - 日活ロマンポルノ映画製作開始[4]。
  - 10月27日 - 『昭和残侠伝 吼えろ唐獅子』（佐伯清監督） / 『女番長ブルース 牝蜂の逆襲』（鈴木則文監督）封切、ヒット[14]。
- 11月
  - 大映、業務全面停止[3]。全従業員解雇を発表[3]。
  - 11月8日 - 東宝、製作部門を分離し、東宝映画を設立[19][注 4]。
  - 11月18日 - 東宝、撮影所を「東宝スタジオ」に名称変更[19]。
  - 11月20日 - 日活、製作の主力をロマンポルノにスイッチ[3][19]。日活ロマン・ポルノ第1作『団地妻 昼下りの情事』公開[17][20]。
- 12月
  - 黒澤明監督、自宅で自殺未遂[3]。
  - 邦画直営館・名古屋松竹座オープン[16]。
  - コンサート・映画・演劇などの情報誌『コンサートガイド』創刊（のちに『シティロード』に改名）[21][22]。
  - 12月4日 - 東京・スキヤバシ映画劇場が洋画ロードショー館にスイッチ[19]。
  - 12月21日 - 松竹、大谷隆三社長就任[16][19]。
  - 12月23日 - 大映、累積赤字58億円で30年の歴史に終止符[3][17][16]。当面は組合が会社を管理、引き受け先会社を探す[4]。あわせて京都（太秦）撮影所を閉鎖[4]。
  - 12月29日 - 『新網走番外地 吹雪の大脱走』（降旗康男監督）[23] / 『不良番長 突撃一番』（野田幸男監督）封切、ヒット[14]。

## 日本の映画興行
- 入場料金（大人）
  - 600円[24]
  - 映画館・映画別
    - 600円（松竹、1月公開『男はつらいよ 純情篇』）[25]
    - 700円（松竹、4月公開『男はつらいよ 奮闘篇』）[26]
    - 600円（有楽座、正月映画『チャイコフスキー』）[27]
    - 600円（丸の内ピカデリー、正月映画『知られざるアフリカ』）[28]
    - 600円（渋谷パンテオン、正月映画『狼の挽歌』）[29]

  - 383円（統計局『小売物価統計調査（動向編） 調査結果』[30] 銘柄符号 9341「映画観覧料」）[31]
- 入場者数 2億1675万人[9]
- 興行収入 792億8000万円[9]

| 配給会社 | 年間配給収入 (単位：百万円) | 前年対比 |
| -------- | --------------------------- | -------- |
| 松竹     | 2,337                       | 096.1%   |
| 東宝     | 3,086                       | 090.7%   |
| 大映     | 133                         | 011.9%   |
| 東映     | 5,972                       | 101.5%   |
| 日活     | 350                         | 030.6%   |
| ダイニチ | 1,540                       | 073.2%   |

出典: 東宝 編『東宝75年のあゆみ 1932 - 2007 資料編』（PDF）東宝、2010年4月、48頁。

## 各国ランキング

### 日本配給収入ランキング
日本映画は正確な数字が発表されていない。以下、邦画配給会社別の好稼働番組を挙げる。
- 松竹
  - 誰かさんと誰かさんが全員集合!!
  - 男はつらいよ 純情篇（2.3億円）
  - 男はつらいよ 奮闘篇（2.5億円）
  - 新・男はつらいよ (新版)
- 東宝
  - 東宝チャンピオンまつり 『怪獣大戦争 キングギドラ対ゴジラ（短縮再編集版リバイバル）』など
  - 日本一のワルノリ男
  - ゴジラ対ヘドラ（2.9億円）
  - 激動の昭和史 沖縄決戦
- 東映 - 任侠ものが配給収入1億円弱を着実に稼いでいた[32]。
  - どうぶつ宝島
  - 新網走番外地 吹雪のはぐれ狼
  - 日本やくざ伝 総長への道
  - 緋牡丹博徒 お命戴きます
  - 日本侠客伝 刃
  - 傷だらけの人生
  - 昭和残侠伝 吼えろ唐獅子
- 日活
  - 戦争と人間 第二部 愛と悲しみの山河 - 配給収入3億円を記録した[32]。

| 順位 | 題名                              | 製作国                            | 配給             | 興行収入    |
| ---- | --------------------------------- | --------------------------------- | ---------------- | ----------- |
| 1    | ある愛の詩                        | アメリカ合衆国の旗                | CIC              | 3億2792万円 |
| 2    | エルビス・オン・ステージ          | イギリスの旗 · アメリカ合衆国の旗 | ＭＧＭ           | 2億6106万円 |
| 3    | 栄光のル・マン                    | アメリカ合衆国の旗                | 東和             | 2億5365万円 |
| 4    | チャイコフスキー                  | ソビエト連邦の旗                  | ヘラルド         | 2億1502万円 |
| 5    | 小さな恋のメロディー              | イギリスの旗                      | ヘラルド         | 2億0636万円 |
| 6    | トラ・トラ・トラ!                 | アメリカ合衆国の旗 · 日本の旗     | 20世紀フォックス | 1億9422万円 |
| 7    | 狼の挽歌                          | イタリアの旗                      | ヘラルド         | 1億6666万円 |
| 8    | アラビアのロレンス （リバイバル） | イギリスの旗 · アメリカ合衆国の旗 | コロムビア映画   | 1億5936万円 |

出典:『キネマ旬報ベスト・テン85回全史 1924-2011』キネマ旬報社〈キネマ旬報ムック〉、2012年5月、285頁。ISBN 978-4873767550。

### 北米興行収入ランキング
| 順位 | 題名                     | スタジオ                   | 興行収入    | 出典   |
| ---- | ------------------------ | -------------------------- | ----------- | ------ |
| 1.   | 屋根の上のバイオリン弾き | ユナイテッド・アーティスツ | $75,600,000 | [ 33 ] |
| 2.   | フレンチ・コネクション   | 20世紀フォックス           | $51,700,000 | [ 34 ] |
| 3.   | 007/ダイヤモンドは永遠に | ユナイテッド・アーティスツ | $43,819,547 | [ 35 ] |
| 4.   | ダーティハリー           | ワーナー・ブラザース       | $35,976,000 | [ 36 ] |
| 5.   | 明日の壁をぶち破れ       | ワーナー・ブラザース       | $32,500,000 | [ 37 ] |
| 6.   | おもいでの夏             | ワーナー・ブラザース       | $32,063,634 | [ 38 ] |
| 7.   | ラスト・ショー           | コロンビア ピクチャーズ    | $29,133,000 | [ 39 ] |
| 8.   | 愛の狩人                 | エンバシー・ピクチャーズ   | $28,623,000 | [ 40 ] |
| 9.   | 時計じかけのオレンジ     | ワーナー・ブラザース       | $26,589,355 | [ 41 ] |
| 10.  | ベッドかざりとほうき     | ウォルト・ディズニー       | $17,871,174 | [ 42 ] |

## 日本公開映画
1971年の日本公開映画を参照。

## 受賞
- 第44回アカデミー賞
  - 作品賞 - 『フレンチ・コネクション』
  - 監督賞 - ウィリアム・フリードキン（『フレンチ・コネクション』）
  - 主演男優賞 - ジーン・ハックマン（『フレンチ・コネクション』）
  - 主演女優賞 - ジェーン・フォンダ（『コールガール』）

- 第29回ゴールデングローブ賞
  - 作品賞 (ドラマ部門) - 『フレンチ・コネクション』
  - 主演女優賞 (ドラマ部門) - ジェーン・フォンダ（『コールガール』）
  - 主演男優賞 (ドラマ部門) - ジーン・ハックマン（『フレンチ・コネクション』）
  - 作品賞 (ミュージカル・コメディ部門) - 『屋根の上のバイオリン弾き 』
  - 主演女優賞 (ミュージカル・コメディ部門) - ツイッギー（『ボーイフレンド』）
  - 主演男優賞 (ミュージカル・コメディ部門) - トポル（『屋根の上のバイオリン弾き』）
  - 監督賞 - ウィリアム・フリードキン（『フレンチ・コネクション』）

- 第37回ニューヨーク映画批評家協会賞 - 『時計じかけのオレンジ』

- 第24回カンヌ国際映画祭
  - グランプリ - 『恋』（ジョゼフ・ロージー）
  - 男優賞 - リカルド・クッチョーラ（『死刑台のメロディ』）
  - 女優賞 - キティ・ウィン（『哀しみの街かど』）

- 第32回ヴェネツィア国際映画祭
  - 金獅子賞 - 受賞作なし

- 第21回ベルリン国際映画祭
  - 金熊賞 - 『悲しみの青春』 (ヴィットリオ・デ・シーカ)

- 第45回キネマ旬報ベスト・テン
  - 外国映画第1位 - 『ベニスに死す』
  - 日本映画第1位 - 『儀式』

- 第26回毎日映画コンクール
  - 日本映画大賞 - 『沈黙 SILENCE』

- 第26回文化庁芸術祭大賞
  - 映画部門（日本劇映画） - 『沈黙 SILENCE』
  - 映画部門（日本記録映画） - 『京都の川』[43]
  - 映画部門（外国映画） - 『ベニスに死す』[44][45]

## 誕生
- 1月2日 - 竹野内豊、日本の俳優
- 1月17日 - 工藤夕貴、日本の女優
- 2月14日 - 酒井法子、日本の女優・歌手
- 2月17日 - デニス・リチャーズ、アメリカの女優
- 3月7日 - レイチェル・ワイズ、イギリスの俳優
- 3月12日 - ユースケ・サンタマリア、日本のタレント・俳優
- 3月15日 - 純名りさ、日本の女優
- 3月16日 - 木村多江、日本の女優
- 3月29日 - 西島秀俊、日本の俳優
- 3月31日 - ユアン・マクレガー、イギリスの俳優
- 3月31日 - 筒井道隆、日本の俳優
- 4月13日 - つみきみほ、日本の女優
- 5月14日 - ソフィア・コッポラ、アメリカの映画監督・女優
- 5月27日 - ポール・ベタニー、イギリスの俳優
- 6月5日 - 中嶋朋子、日本の女優
- 6月11日 - 津田健次郎、日本の声優
- 6月28日 - 藤原紀香、日本の女優
- 8月4日 - 檀れい、日本の女優
- 8月10日 - ジャスティン・セロウ、アメリカの俳優
- 8月13日 - モーリッツ・ブライプトロイ、ドイツの俳優
- 8月17日 - オム・ジョンファ、韓国の女優・歌手
- 8月21日 - 萩原聖人、日本の俳優
- 9月6日 - 若林志穂、日本の女優
- 9月10日 - 桜井智、日本の声優
- 10月13日 - 吉本多香美、日本の女優
- 10月29日 - ウィノナ・ライダー、アメリカの女優
- 11月25日 - クリスティナ・アップルゲイト、アメリカの女優
- 12月17日 - 牧瀬里穂、日本の女優
- 12月20日 - 片岡礼子、日本の女優
- 12月26日 - ジャレッド・レト、アメリカの俳優

## 死去
| 日付 | 日付 | 名前                     | 国籍                                | 年齢 | 職業                                               |
| 2月  | 26日 | フェルナンデル           | フランスの旗                        | 67   | 歌手・俳優                                         |
| 3月  | 8日  | ハロルド・ロイド         | アメリカ合衆国の旗                  | 77   | コメディアン                                       |
| 3月  | 15日 | ビーブ・ダニエルズ       | アメリカ合衆国の旗                  | 70   | 女優                                               |
| 5月  | 1日  | グレンダ・ファレル       | アメリカ合衆国の旗                  | 66   | 女優                                               |
| 5月  | 7日  | ヘレーネ・ヴァイゲル     | オーストリアの旗                    | 70   | 女優                                               |
| 5月  | 28日 | オーディ・マーフィ       | アメリカ合衆国の旗                  | 46   | 俳優                                               |
| 7月  | 6日  | ルイ・アームストロング   | アメリカ合衆国の旗                  | 69   | ミュージシャン・俳優                               |
| 7月  | 7日  | アブ・アイワークス       | アメリカ合衆国の旗                  | 70   | アニメーター                                       |
| 7月  | 15日 | ビル・トンプソン         | アメリカ合衆国の旗                  | 58   | 声優                                               |
| 7月  | 23日 | ヴァン・ヘフリン         | アメリカ合衆国の旗                  | 62   | 俳優                                               |
| 8月  | 1日  | 徳川夢声                 | 日本の旗                            | 77   | 弁士・漫談家・俳優                                 |
| 8月  | 15日 | ポール・ルーカス         | ハンガリーの旗 · アメリカ合衆国の旗 | 76   | 俳優                                               |
| 9月  | 7日  | スプリング・バイイントン | アメリカ合衆国の旗                  | 84   | 女優                                               |
| 9月  | 10日 | ピア・アンジェリ         | イタリアの旗                        | 39   | 女優                                               |
| 11月 | 16日 | イーディー・セジウィック | アメリカ合衆国の旗                  | 28   | モデル・女優                                       |
| 11月 | 17日 | グラディス・クーパー     | アメリカ合衆国の旗                  | 82   | 女優                                               |
| 12月 | 13日 | ディタ・パルロ           | ドイツの旗                          | 65   | 女優                                               |
| 12月 | 20日 | ロイ・O・ディズニー      | アメリカ合衆国の旗                  | 78   | ウォルト・ディズニー・プロダクション代表取締役会長 |
| 12月 | 28日 | マックス・スタイナー     | アメリカ合衆国の旗                  | 83   | 作曲家                                             |